# Endlosformular
Ein Endlosformular ist ein Formular, bei dem eine Papierbahn am Stück, also endlos, bedruckt wird und ununterbrochen bleibt, jedoch auch an Perforationen getrennt werden kann. Im Gegensatz zum gewöhnlichen Endlosdruckpapier wird beim Beschriften eines Endlosformulars stets gleichzeitig mindestens eine Kopie erzeugt.

## Definition
Ein Endlosformular kann sowohl ein einteiliges als auch mehrteiliges Druckprodukt sein. Insbesondere im werblichen Bereich der Direktwerbung in der Form als Rolle-Rolle Endprodukt für die spätere Beschriftung über Laserdrucker. Darüber hinaus gibt es eine Sonderform eines Formulares aus Durchschreibepapier in der kohlefreien Ausführung, kurz SD-Formular oder SD-Satz genannt (SD steht für selbst durchschreibend).
Wirtschaftlichkeit Die Seitenpreise dieses Druckverfahrens sind der eigentliche Grund dafür, dass es auch in den Zeiten von in der Anschaffung günstigen Laserdruckern diese (des Öfteren fälschlich als überholt dargestellte) Möglichkeit genutzt wird, Lieferscheine, Rechnungen, Frachtbriefe etc., wirtschaftlich auf Matrix- oder Nadeldruckern auszudrucken. Die Nutzung von Endlosformularen ist nicht für alle Wirtschaftszweige und Firmengrößen geeignet.
Organisationsmittel Durch die Wahl verschiedener Papierfarben bei den Durchschlägen ist die Zuordnung betriebsintern einfach und fehlerfrei zu organisieren. Die Satzstärke (von 2- bis 6-fach, danach ist die scharfe und klare Durchschreibung nicht mehr gewährleistet) und Papierfarben (weiß, gelb, rosa, blau, grün) kann individuell festgelegt werden. Wenn z. B. immer das Schlussblatt mit hellblauer Färbung an die Buchhaltung weitergeleitet werden muss, gibt es keine Verwechslungsmöglichkeiten.
Dokumentenechtheit ist ein weiteres Argument für die Verwendung dieser Formularart. Grund hierfür ist, dass es bei einem 4-fachen Laserausdruck möglich ist, verschiedene Ausdrucke zusammenzufügen und als Kopien des Deckblattes auszugeben, ohne dass dieser Unterschied auf den ersten Blick ersichtlich ist. Bei Frachtbriefen, die auch amtlichen und versicherungsrechtlichen Zwecken dienen (z. B. CMR-Frachtbrief = Internationale Vereinbarung über Beförderungsverträge auf Straßen), ist der Frachtbrief nur als selbstdurchschreibende Version, also als Endlosformular oder SD-Satz, erlaubt.
Ein SD-Satz besteht aus mindestens zwei Blättern, einem Original und einer Durchschrift. Zu 99 % werden NC-Papiere (Non-Carbon – kein Kohlepapier) verwendet, es besteht noch die Möglichkeit ein handelsübliches Papier mit einem sogenannten SC-Papier (self contained, also mit sich selbst reagierend) zu kombinieren. Die Durchschrift bei den SD-Papieren entsteht durch eine chemische Reaktion. Auf der Rückseite des Deck-(Original-)blattes sind Kügelchen aus farblosem Kristallviolett aufgebracht, die unter Druck platzen und mit der Oberfläche des Folgeblattes, das mit einem (ebenfalls farblosen) Triphenylmethanfarbstoff beschichtet ist, reagieren und dadurch ein Abbild entstehen lassen.
Das (oberste) Deckblatt wird als CB bezeichnet (CB = coated back, engl.: ‚auf der Rückseite beschichtet‘), das Letztblatt als CF (coated front, ‚auf der Vorderseite beschichtet‘). Wird ein 3-fach-Satz (oder mehrfach höherer Satz) gefertigt, so wird ein CFB-Papier (CFB = coated front and back, ‚(sowohl) Vorder- als auch Rückseite beschichtet‘) zwischen dem CB- und dem CF-Papier eingelegt.
Grundsätzlich hat man bei SD-Sätzen die Wahl zwischen unterschiedlich gefärbten Papieren für die Durchschläge. Dies sorgt für geordnete Organisationsabläufe. Beispiel: Der Ausdruck wird erstellt, das Deckblatt (Blatt 1) in weiß geht an den Kunden, Blatt 2 (z. B. in gelb) geht ins Archiv, Blatt 3 (z. B. in rosa) geht zur Buchhaltung, Blatt 4 (z. B. in blau) ist der Lieferschein mit dessen Kopie als Blatt 5 (z. B. in grün) und hat auf den Flächen, an denen die Preise stehen, eine zusätzliche geschwärzte Fläche (sog. Zahlenmeer), so dass die Preise nicht ersichtlich sind.

## Grundgedanke des Endlosformulares
Ein vom Computerprogramm erstelltes Schriftstück, z. B. eine Rechnung, soll ausgedruckt werden. Matrixdrucker- oder Nadeldrucker sind die gebräuchlichen Drucker, die durch Druck auf das Papier eine weitere Kopie erzeugen. Da man üblicherweise jedes Blatt einzeln in einen Drucker einführen und bedrucken muss, kann es zu Problemen mit der Papierführung kommen. Um einen gleichbleibenden Stand des Druckbilds sicherzustellen, muss das Papier sowohl horizontal als auch vertikal ausgerichtet durch den Drucker laufen. Man entschied sich für eine Papierführung mittels Traktoren, die in die Papierbahn greifen, die Papierbahn seitlich ausrichten und den Vorschub der Papierbahn exakt steuern können.

## Format des Endlosformulares
Da nahezu die gesamte elementare Computertechnik aus den USA stammt, wurde als Grund-Maßeinheit der Fuß (Inch oder Zollmaß) gewählt. Ein Fuß entspricht 304,8 mm und besteht aus 12 Inch oder europ. 12 Zoll (1 Zoll = 25,4 mm). Diese Grundformat im Endlosdruckbereich ist auch für Deutschland günstig, da es mit dem gebräuchlichen DIN-A4-Format nahezu gleich ist. Lediglich die Höhe weicht um ca. 8 mm ab (12″ = 304,8 mm, DIN A4 ist 297 mm hoch).
Höhe: Die Formate eines Endlosformulares und die Steuerung des Ausdrucks sind grundsätzlich variabel. Das Format muss in der Höhe lediglich einem Zoll-Maß oder dessen Teilung in Sechstel-Zoll-Schritten (ca. 4,23 mm) entsprechen.
Dennoch hat sich im Wesentlichen ein Format durchgesetzt: 90 % aller Endlosformularsätze haben die 12″-Höhe (304,8 mm).
Breite: Die Breite des Formulares ist an keinerlei Vorgaben gebunden. Gebräuchlich ist entsprechend dem deutschen DIN-A4-Format eine Breite von 210 mm (netto ohne Lochrand). Hinzu kommt noch der beidseitige Führungslochrand von jeweils zumeist 15 mm.
Somit hat das gebräuchlichste Endlosformular in Deutschland das Maß 12″ × 240 mm, vergleichbar dem deutschen DIN-A4-Format.

## Bestandteile des Endlosformulares
FührungslochrandFür die Führung der Papierbahn wird jeweils in Abständen von 1/2 Zoll (1,26 mm) ein Loch gestanzt. Das heißt, dass man bei einem 12″-Formular 24 Löcher im Lochrand hat, bei einem 8″-Formular 16 Löcher. Da der Führungslochrand nach dem Bedrucken im Matrixdrucker seinen Zweck erfüllt hat, wird dieser anschließend von Hand oder in einem Schneider oder Reißer abgetrennt, damit man saubere Papierränder hat.
PerforationenSie dienen dem Zweck, den Lochrand nach dem Bedrucken abzutrennen. Man unterscheidet die Strich- oder Normalperforation, die als unterbrochene Linie zu erkennen ist, von der Mikro- oder Punkt-Perforation, die einen saubereren Rand ergibt, jedoch nur bei einem dickeren Deckblatt möglich ist, da dünne Papiere bei der Punktperforation zum Einreißen neigen. Die Längsperforation läuft parallel zur Papierbahn/dem Lochrand. Die Querperforation ermöglicht das Knicken und anschließende Falzen im Leporello-Schema in der Falzauslage der Maschine und nach dem Bedrucken im Matrixdrucker das Trennen der einzelnen Sätze voneinander.
AbheftlochungSie dient dem Abheften in handelsüblichen Aktenordnern, ohne einen Locher zur Hand nehmen zu müssen. Da die Papierbahnen einzeln bedruckt werden, ist es möglich, z. B. das Deckblatt ohne Abheftlochung, die Durchschläge mit Abheftlochung zu wählen.

## Fertigungsprozess
Das Papier wird vom Großhandel auf Rollen ohne jegliche Löcher oder Perforationen an die Endlosdruckereien geliefert. Die Papierbahn wird in der Endlosrollendruckmaschine in den Druckwerken bedruckt und in den Werkzeug-/Stanzstationen werden der Lochrand ausgestanzt und die seitlichen Perforationen eingestanzt. Schließlich wird die Querperforation gestanzt und das Papier im Leporello-Schema mit Hilfe der Falzauslage ausgelegt. Jede Papierbahn wird einzeln bedruckt. Man kann also auch verschiedene Druckmotive auf die Papierbahnen aufdrucken.
Beispiel: Auf den Blättern 1 bis 3 ist ‚Rechnung‘ aufgedruckt, Blatt 4 und 5 sind ‚Lieferschein‘ und dessen Kopie und haben zusätzlich ein Zahlenmeer aufgedruckt.
Bei einem 4-fach-Satz hat man also nach dem Druckgang vier Stapel: einen Stapel Deck-, zwei Stapel Mittel- und einen Stapel Schlussblatt, jeweils separat. Diese Stapel werden nun in einem Collator (Zusammentragmaschine) zusammengeführt, damit der eigentliche Endlossatz entsteht.

## Heftung – Möglichkeiten der Verbindung der Papierbahnen
Crimplock-Heftung: Werkzeuge stanzen die Papierbahnen durch und die Papierbahnen verhaken sich ineinander. Üblicherweise ist dies die kostengünstigste und einfachste Art. Diese Heftung Wird bis zu einer Satzstärke von 3-fach-Formularen empfohlen.
Multiflex-Heftung. Wird zumeist nur in Verbindung mit der Crimplockheftung angeboten und wird ab 4-fach-Sätzen unbedingt empfohlen. Zusätzlich zu der Crimplock-Stanzung werden grüne Bändchen in einem Abstand von 4″ (nach jeweils 8 Führungsrandlöchern) eingeklebt. Diese Heftung verbindet also Deck- und Schlussblatt dauerhaft und sicher miteinander, Mittelblätter sind so ebenfalls zwangsgeführt und die Papierbahn kann in sich nicht verrutschen, was bei Druckern mit einer kleinen Umlenkwalze teilweise zu Problemen führen kann.

## Entscheidungshilfen für Endlosformulardruck / Einzelblattdruck
Faustformel:
- Bei wenigen Ausdrucken (bis 25 Ausdrucken/Tag) ist Einzelblatt die wirtschaftlichere Variante (z. B. Kfz-Handel, Reisebüro, Montagefirmen, Hausbau).
- Bei vielen Ausdrucken (ab 25 Ausdrucke/Tag) wird das Endlosformular die günstigere Ausführung sein (z. B. Eisenwaren, Sanitärgroßhandel, Baustoffmarkt, Speditionen, Großverbraucher-Lebensmittelmärkte).

Endlosformulare haben folgende Vorteile:
- Verbrauchsmaterial günstig, deshalb ist der Seitenpreis der wirtschaftlichste aller derzeit bekannten Druckverfahren
- Sie sind urkundensicher (bei einem Laserausdruck lassen sich Kopien mit anderen Inhalten erstellen, was auf den ersten Blick nicht erkennbar ist. Bei einem Matrix-Ausdruck geht das nicht, deshalb sind z. B. Frachtbriefe, die mit Laserausdrucken erstellt sind, nicht dokumentenecht)
- Der Drucker ist unempfindlich gegen Staub, Schmutz und Temperatureinflüsse. Sie können mit einem Matrixdrucker auch im Kühlhaus oder im Warenausgang einer Steinsägerei Ausdrucke erstellen, mit einem Laserdrucker nicht – oder zumindest nicht lange.
- Es werden bei einem Ausdruck zusätzliche Kopien erzeugt.
- Problemloser stausicherer Lauf
- Organisationsvorteil durch unterschiedliche Papierfarben

Vorteile des Einzelblattdruckens:
- Die Qualität des Schriftbildes ist sauberer.
- Grafiken und Bilder werden sauber und hoch aufgelöst ausgedruckt.
- Die Endlosformulare sind teurer in der Anschaffung, aber der Seitenpreis ist günstig
- Die Geschwindigkeit des Druckvorgangs ist deutlich höher
- Mit einem Nadeldrucker erfolgt der Ausdruck unüberhörbar mechanisch, ein Einzelblatt-Laser- oder Tintenstrahldrucker ist kaum hörbar.